# Diana Zimmermann

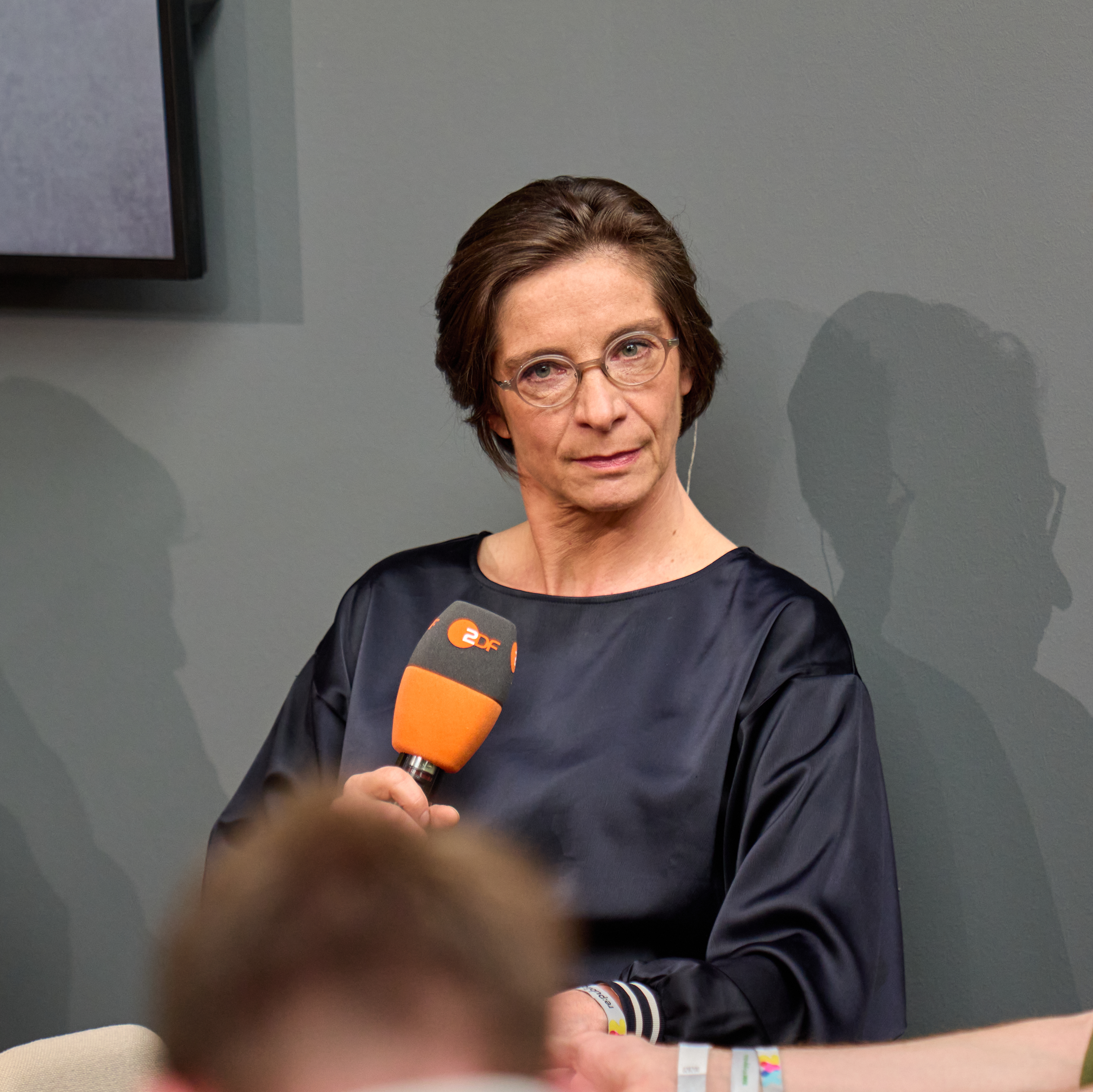
Diana Zimmermann, 2025

Diana Zimmermann (* 6. Februar 1971 in Frankfurt am Main) ist eine deutsche Journalistin.

## Leben und Wirken
Diana Zimmermann wurde als älteste Tochter des Grafikdesigners Wilhelm Zimmermann und dessen Frau Franziska in Frankfurt geboren und wuchs im Frankfurter Holzhausenviertel auf. Ihr  Nach ihrem Studium der Vergleichenden Literaturwissenschaft, Sinologie und Geschichte an der FU Berlin und in Paris veröffentlichte sie in verschiedenen Tageszeitungen Berichte aus Paris und Kunming. Nach chinesischen Sprach- und Kulturstudien in der VR China war sie freie Mitarbeiterin im ZDF-Landesstudio Berlin, wissenschaftliche Mitarbeiterin des Museumspädagogischen Dienstes in Berlin zum Fontane-Jahr, Reporterin und Redakteurin verschiedener Sender in Peking, Straßburg und Berlin. Von 2007 bis 2011 war sie Auslandskorrespondentin des ZDF in Peking, bevor sie Redaktionsleiterin des ZDF-auslandsjournals wurde. Von 2015 bis 2022 war sie Leiterin des ZDF-Studios in London. Seit September 2022 ist sie Korrespondentin im ZDF-Hauptstadtstudio in Berlin.
Zimmermann hat am 1. Dezember 2023 die Leitung des ZDF-Hauptstadtstudios als Nachfolgerin von Theo Koll übernommen.
In einem Interview mit Bundeskanzler Friedrich Merz im Juni 2025 im ZDF fragte sie diesen im Zusammenhang mit dem Vorgehen Israels im Israelisch-iranischen Krieg, ob es nicht verlockend sei, dass die Israelis nun die Drecksarbeit gegen das iranische Regime machten. Merz dankte Frau Zimmermann für die Verwendung des Wortes Drecksarbeit und verwendete es dann selber, was Kritik an ihm auslöste.
Diana Zimmermann ist verheiratet und hat zwei Kinder.

## Preise
Neben Nominierungen für diverse Fernsehpreise, u. a. zum Adolf-Grimme-Preis gemeinsam mit Johannes Hano für die Dokumentation Die Macht der Spiele – Peking ein Jahr vor Olympia, erhielt Diana Zimmermann einige Preise für ihre Arbeit. Den Marler Medienpreis Menschenrechte 2009, den Deutschen Fernsehpreis 2013 für auslandsjournal XXL: Brasilien, zusammen mit Marcel Mettelsiefen den Adolf-Grimme-Preis 2015 und den Rory Peck Award 2016 für Das Schicksal der Kinder von Aleppo. Die Doku wurde auch für einen Academy Award („Oscar“) in der Kategorie „Bester Dokumentar-Kurzfilm“ nominiert. 2024 erhielt sie gemeinsam mit der ZDF Kollegin Elisabeth Schmidt und ihrem Kollegen Thomas Reichart den IHK-Preis für Wirtschaftsjournalismus „Ernst Schneider“ für die Doku Im Rachen des Drachen über die gefährliche Abhängigkeit Deutschlands von China und die prekäre Lage in Taiwan.